# Santa Susanna (Can Ratés)
Santa Susanna és una capella que formava part del mas de Can Ratés, als afores de Santa Susanna (Maresme), catalogada com a bé cultural d'interès local.

## Història
El topònim Santa Susanna es documenta per primer cop el 1189, en el qual segle es degué construir la capella, que va donar va donar nom a l'indret. El temple va ser restaurat al segle xvi per encàrrec de la família Ponç, i durant la Guerra Civil va servir de presó, es van cremar els bancs i els exvots, però la imatge de la santa es va salvar.
El 1999 es va inaugurar la restauració de la capella amb una missa.
És una petita església de planta rectangular capçada per un absis semicircular i petites finestres. Les dimensions reduïdes corresponen al seu ús com a capella d'un mas. Està situada en un desnivell del terreny i adossada a una masia. Presenta en la façana la porta allindada, una finestra i un relleu amb el mateix escut del mas del què formava part, Can Ratés. A sobre hi ha un petit campanaret d'espadanya d'un sol ull.